# Zuma (음반)
| 전문가 평가                   | 전문가 평가 |
| 평가 점수                     | 평가 점수   |
| 출처                          | 점수        |
| ----------------------------- | ----------- |
| AllMusic                      | [ 1 ]       |
| Christgau's Record Guide      | A–          |
| Encyclopedia of Popular Music | [ 3 ]       |
| The Great Rock Discography    | 8/10        |
| MusicHound Rock               | 4/5         |
| Pitchfork                     | 8.7/10      |
| The Rolling Stone Album Guide | [ 7 ]       |
| Spin Alternative Record Guide | 9/10        |
| Tom Hull                      | B+          |

《Zuma》는 캐나다의 음악가 닐 영의 일곱 번째 스튜디오 음반으로, 1975년 11월 10일, 리프리즈 레코드를 통해 발매되었다. 크레이지 호스의 공동 크레딧인 이 곡은 영의 가장 잘 알려진 노래 중 하나인 〈Cortez the Killer〉를 포함한다.
발매되자마자 빌보드 200에서 25위로 정점을 찍었다. 1997년, 이 음반은 미국 음반 산업 협회 골드 인증을 받았다.

## 배경
1972년 전 크레이지 호스의 기타리스트이자 밴드 동료인 대니 휘튼이 알코올과 디아제팜 과다복용으로 사망한 것은 닐 영에게 큰 영향을 미쳤고 크레이지 호스의 공백에 기여했다.
1973년 후반, 영은 베이시스트 빌리 탤벗과 드러머 랄프 몰리나의 크레이지 호스 리듬 부문과 1970년부터 1971년까지 휘튼이 이끄는 크레이지 호스의 반복에 합류하기 전에 영의 《After the Gold Rush》 (1970년)에서 연주했던 멀티 악기 연주자 닐스 로프그렌, 스트레이 게이터스 유임자 벤 키스와 함께 투어를 떠났다. 이 그룹은 처음에 크레이지 호스로 광고되었고, 산타 모니카 플라이어스로 알려지게 되었다. 그들은 《Tonight's the Night》 (1975년)에서 대부분의 트랙을 녹음했다.
1974년 크로스비, 스틸스 & 내시와 함께 스타디움 투어를 하고 두 번째 CSNY 스튜디오 음반을 포기한 후, 영은 1975년 탤벗, 몰리나 등과 함께 리듬 기타리스트 프랭크 삼페드로와 함께 새로운 버전의 크레이지 호스를 결성했다. 1980년대 후반의 짧은 기간을 제외하고, 이 라인업은 삼페드로가 은퇴하고 로프그렌으로 교체된 2018년까지 안정적으로 유지되었다.

## 곡 목록
모든 곡들은 닐 영에 의해 작사/작곡하였다.
| #  | 제목                   | 재생 시간 |
| -- | ---------------------- | --------- |
| 1. | 〈Don't Cry No Tears〉 | 2:34      |
| 2. | 〈Danger Bird〉        | 6:54      |
| 3. | 〈Pardon My Heart〉    | 3:49      |
| 4. | 〈Lookin' for a Love〉 | 3:17      |
| 5. | 〈Barstool Blues〉     | 3:02      |

| #  | 제목                  | 재생 시간 |
| -- | --------------------- | --------- |
| 1. | 〈Stupid Girl〉       | 3:13      |
| 2. | 〈Drive Back〉        | 3:32      |
| 3. | 〈Cortez the Killer〉 | 7:29      |
| 4. | 〈Through My Sails〉  | 2:41      |

## 인증
| 국가                       | 인증 | 판매량/출하량 |
| -------------------------- | ---- | ------------- |
| 영국 (BPI)                 | 실버 | 60,000^       |
| 미국 (RIAA)                | 골드 | 500,000^      |
| ^출하량을 기반으로 한 인증 |      |               |